# Protomocerus
Protomocerus is een kevergeslacht uit de familie van de boktorren (Cerambycidae). De wetenschappelijke naam van het geslacht werd voor het eerst geldig gepubliceerd in 1898 door Gahan.

## Soorten
Protomocerus omvat de volgende soorten:
- Protomocerus gregorii Gahan, 1898
- Protomocerus pulcher (Péringuey, 1892)